# Arthur J. Nascarella

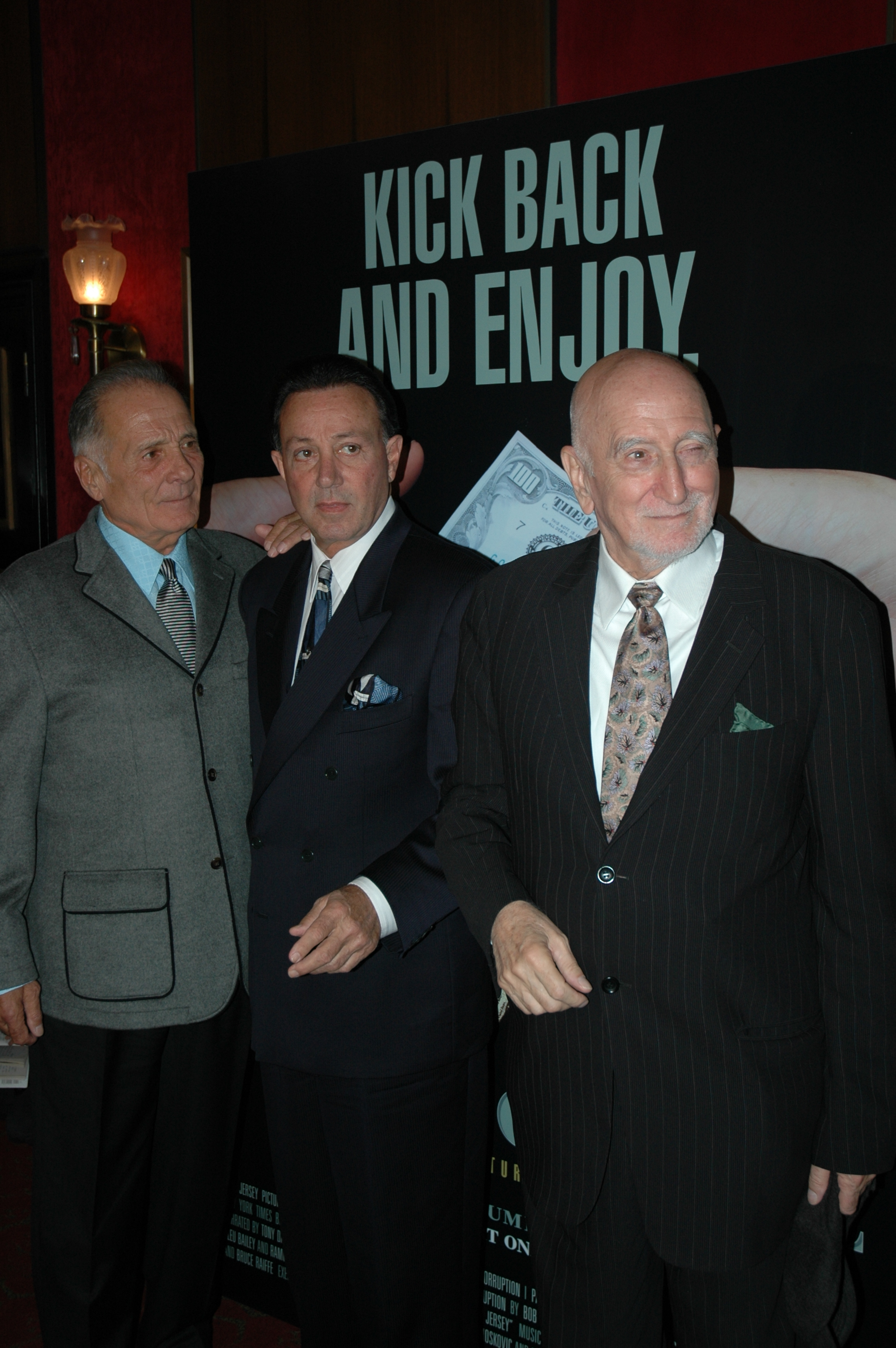
Balról jobbra: Nascarella, Tony Darrow és Dominic Chianese 2010-ben

Arthur J. Nascarella (Suffolk megye, New York, 1944. november 10.–) olasz származású amerikai színész. 
Színészi pályafutása során többnyire maffiózókat és rendőröket alakított. Olyan filmekben és sorozatokban volt látható, mint a Maffiózók, a Cop Land, A szerencseforgató, A boldogságtól ordítani vagy a Halálos hajsza.

## Pályafutása
Színészi pályafutása előtt nyolc évig szolgált a Tengerészgyalogságnál, majd húsz évig a New York-i Rendőrségnél dolgozott rendőrként.
1994-ben kezdett el színészettel foglalkozni, szerepet kapott az Egy híján túsz, a Minges Alley és az Én és a maffia című filmekben, majd az 1997-es Cop Land című bűnügyi filmben egy korrupt rendőrt alakított. Legismertebb szerepe a Maffiózók című HBO-sorozatban volt, melyben Tony Soprano maffiavezér egyik emberét, Carlo Gervasit alakította. Az ESPN sportcsatorna The Bronx Is Burning című sorozatában Tommy Lasorda baseball-játékos szerepét kapta.
A 2003-as A szerencseforgató és a 2006-os Halálos hajsza című filmekben gengsztereket, az 1998-as A boldogságtól ordítani című vígjáték-drámában pedig nyomozót alakított. Utóbbiban való munkásságát National Board of Review-díjjal jutalmazták, melyet a társulat többi tagjával közösen nyert el.

## Szerepei

### Film
| Év   | Magyar cím               | Eredeti cím                                             | Szerep                             | Megjegyzés                                    |
| ---- | ------------------------ | ------------------------------------------------------- | ---------------------------------- | --------------------------------------------- |
| 1994 |                          | Minges Alley                                            | Caesar Falvo                       |                                               |
| 1994 | Egy híján túsz           | The Ref                                                 | Rendőr                             |                                               |
| 1994 |                          | Hu xue tu long zhi hong tian xian jing (Guns of Dragon) | FBI-igazgató                       |                                               |
| 1994 | Én és a maffia           | Who Do I Gotta Kill?                                    | Őrült gengszter                    | Arthur Nascarella néven szerepel a stáblistán |
| 1994 | Két fivér egy zsákban    | Hand Gun                                                | Rendőr őrmester                    |                                               |
| 1995 |                          | Pictures of Baby Jane Doe                               | Bianchi                            |                                               |
| 1995 |                          | New Jersey Drive                                        | Mr. Chop Shop                      | Arthur Nascarella néven szerepel a stáblistán |
| 1995 |                          | Closer to Home                                          | Pultos                             |                                               |
| 1995 | Nepperek                 | Clockers                                                | Bartucci                           | Arthur Nascarella néven szerepel a stáblistán |
| 1996 | Girl 6 - A hatodik hang  | Girl 6                                                  | Főnök                              | Arthur Nascarella néven szerepel a stáblistán |
| 1996 |                          | No Exit                                                 | Jimmy „Cabs”                       |                                               |
| 1997 |                          | Grind                                                   | Gyári művezető                     | Arthur Nascarella néven szerepel a stáblistán |
| 1997 |                          | A Brother's Kiss                                        | Lex apja                           | Arthur Nascarella néven szerepel a stáblistán |
| 1997 | Hatodik sebesség         | Fall                                                    | Anthony a főpincér                 | Arthur Nascarella néven szerepel a stáblistán |
| 1997 |                          | A Gun for Jennifer                                      | Rizzo hadnagy                      | Arthur Nascarella néven szerepel a stáblistán |
| 1997 | Cop Land                 | Cop Land                                                | Frank Lagonda                      |                                               |
| 1998 | Bűnös negyed             | A Brooklyn State of Mind                                | Építési felügyelő                  | Arthur Nascarella néven szerepel a stáblistán |
| 1998 | A játék ördöge           | He Got Game                                             | Cincotta edző                      |                                               |
| 1998 | A boldogságtól ordítani  | Happiness                                               | Berman nyomozó                     |                                               |
| 1998 | Az utolsó aratás         | Harvest                                                 | Kábítószer-ellenes Hivatal ügynöke | Arthur Nascarella néven szerepel a stáblistán |
| 1998 |                          | 54                                                      | Adóhivatali ügynök                 | Arthur Nascarella néven szerepel a stáblistán |
| 1998 |                          | Above Freezing                                          | Khaleel                            | Arthur Nascarella néven szerepel a stáblistán |
| 1998 | A közellenség            | Enemy of the State                                      | Frankie                            | Arthur Nascarella néven szerepel a stáblistán |
| 1998 |                          | Shock Television                                        | John Rizzo nyomozó                 |                                               |
| 1999 | Sipirc!                  | On the Run                                              | Irwin                              |                                               |
| 1999 | Egy sorozatgyilkos nyara | Summer of Sam                                           | Mario                              | Arthur Nascarella néven szerepel a stáblistán |
| 1999 | A holtak útja            | Bringing Out the Dead                                   | Barney kapitány                    | Arthur Nascarella néven szerepel a stáblistán |
| 2000 |                          | Raindrops                                               | Dr. Waters                         |                                               |
| 2000 | Afro-tv                  | Bamboozled                                              | Rendőrfőnök                        | Arthur Nascarella néven szerepel a stáblistán |
| 2001 | A jade skorpió átka      | The Curse of the Jade Scorpion                          | Tom                                | Arthur Nascarella néven szerepel a stáblistán |
| 2001 | Keménykötésűek           | Knockaround Guys                                        | Billy Clueless                     | Arthur Nascarella néven szerepel a stáblistán |
| 2001 | Kate és Leopold          | Kate & Leopold                                          | Gracy                              | Arthur Nascarella néven szerepel a stáblistán |
| 2001 |                          | Mourning Glory                                          | Joey Fanelli                       |                                               |
| 2002 | Csajok maffiája          | WiseGirls                                               | Mr. Santalino                      | Arthur Nascarella néven szerepel a stáblistán |
| 2002 |                          | Unforeseen                                              | Gyilkos                            |                                               |
| 2003 | A szerencseforgató       | The Cooler                                              | Nicky Fingers Bonnatto             |                                               |
| 2003 |                          | Jersey Guy                                              | Apa                                |                                               |
| 2003 | Nyílt seb                | In the Cut                                              | Crosley kapitány                   | Arthur Nascarella néven szerepel a stáblistán |
| 2004 | Gyönyörű ország          | The Beautiful Country                                   | Griff                              |                                               |
| 2005 |                          | Remedy                                                  | Lynch nyomozó                      |                                               |
| 2005 |                          | Searching for Bobby D                                   | Matty                              |                                               |
| 2006 | Halálos hajsza           | Running Scared                                          | Frankie Perello                    | Arthur Nascarella néven szerepel a stáblistán |
| 2006 | Esküvő, rock, haverok    | The Groomsmen                                           | Mr. B.                             | Arthur Nascarella néven szerepel a stáblistán |
| 2006 | World Trade Center       | World Trade Center                                      | Tűzoltóparancsnok                  | Arthur Nascarella néven szerepel a stáblistán |
| 2006 |                          | Underdogs                                               | Mason                              |                                               |
| 2008 |                          | Yonkers Joe                                             | Dino                               | Arthur Nascarella néven szerepel a stáblistán |
| 2008 | Piszkos lappal           | Pistol Whipped                                          | Bruno                              | Arthur Nascarella néven szerepel a stáblistán |
| 2009 | A visszavonuló           | Solitary Man                                            | Nascarella                         | Arthur Nascarella néven szerepel a stáblistán |
| 2010 |                          | Bronx Paradise                                          | Tony Manfredi                      |                                               |
| 2010 |                          | Lily of the Feast                                       | Matteo atya                        | Rövidfilm                                     |
| 2011 | Valaki hőse              | Somebody's Hero                                         | Donald Delansky                    |                                               |
| 2011 |                          | The Grasslands                                          | Flynt nyomozó                      |                                               |
| 2012 | Borotvaélen              | Man on a Ledge                                          | Építőmunkás                        |                                               |
| 2012 |                          | Mighty Fine                                             | Lenny                              |                                               |
| 2012 |                          | Brutal                                                  | Frank Bonadello                    |                                               |
| 2016 |                          | Little Men                                              | Stu Gershman                       |                                               |

### Televízió
| Év        | Magyar cím            | Eredeti cím                       | Szerep                                       | Megjegyzés                                                                   |
| --------- | --------------------- | --------------------------------- | -------------------------------------------- | ---------------------------------------------------------------------------- |
| 1994–1996 | Veszélyes küldetés    | New York Undercover               | Vinny / Daniels                              | Televíziós sorozat; 2 epizód; Arthur Nascarella néven szerepel a stáblistán  |
| 1996      |                       | Swift Justice                     | Grassi                                       | Televíziós sorozat; 1 epizód; Arthur Nascarella néven szerepel a stáblistán  |
| 1996      |                       | On Seventh Avenue                 | Ugo, az olasz                                | Tévéfilm                                                                     |
| 1998      | A maffia tanúja       | Witness to the Mob                | Bruce Mouw                                   | Tévéfilm                                                                     |
| 2001      | Vihar után            | After the Storm                   | Louie Gavotte                                | Tévéfilm; Arthur Nascarella néven szerepel a stáblistán                      |
| 2002      | X-akták               | The X Files                       | Duke Tomasick                                | Televíziós sorozat; 1 epizód; Arthur Nascarella néven szerepel a stáblistán  |
| 2004      |                       | The Jury                          | William Mussina                              | Televíziós sorozat; 1 epizód; Arthur Nascarella néven szerepel a stáblistán  |
| 1996–2004 | Esküdt ellenségek     | Law & Order                       | Michael Ruffino / Jerry Malick / Mike Farina | Televíziós sorozat; 3 epizód; Arthur Nascarella néven szerepel a stáblistán  |
| 2002–2007 | Maffiózók             | The Sopranos                      | Carlo Gervasi                                | Televíziós sorozat; 28 epizód; Arthur Nascarella néven szerepel a stáblistán |
| 2007      |                       | The Bronx Is Burning              | Tommy Lasorda                                | Televíziós sorozat; 8 epizód                                                 |
| 2009      |                       | Life on Mars                      | Rooney                                       | Televíziós sorozat; 1 epizód; Arthur Nascarella néven szerepel a stáblistán  |
| 2009      | Ments meg!            | Rescue Me                         | Ernie                                        | Televíziós sorozat; 1 epizód; Arthur Nascarella néven szerepel a stáblistán  |
| 2010      | Különleges ügyosztály | Law & Order: Special Victims Unit | Alberto Seraphine                            | Televíziós sorozat; 1 epizód; Arthur Nascarella néven szerepel a stáblistán  |
| 2012      | Felejthetetlen        | Unforgettable                     | Stefano Cioffi                               | Televíziós sorozat; 1 epizód; Arthur Nascarella néven szerepel a stáblistán  |
| 2012      | A célszemély          | Person of Interest                | Basile                                       | Televíziós sorozat; 1 epizód; Arthur Nascarella néven szerepel a stáblistán  |
| 2013      | Fenn vagy lenn        | Over/Under                        | Anthony                                      | Tévéfilm; Arthur Nascarella néven szerepel a stáblistán                      |
| 2012–2013 | Katonafeleségek       | Army Wives                        |                                              | Televíziós sorozat; 2 epizód; Arthur Nascarella néven szerepel a stáblistán  |
| 2016      |                       | Billions                          | Bruno Capparelo                              | Televíziós sorozat; 2 epizód; Arthur Nascarella néven szerepel a stáblistán  |

## Díjai és elismerései
Munkásságát három díjjal ismerték el.
| Év   | Díj                                 | Kategória | Alkotás címe            | Eredmény |
| ---- | ----------------------------------- | --- | ----------------------- | -------- |
| 1998 | National Board of Review-díj        | Legjobb színtársulati alakítás (megosztva: Jane Adams, Jon Lovitz, Philip Seymour Hoffman, Dylan Baker, Lara Flynn Boyle, Justin Elvin, Cynthia Stevenson, Lila Glantzman-Leib, Gerry Becker, Rufus Read, Louise Lasser, Ben Gazzara, Camryn Manheim, Molly Shannon, Ann Harada, Douglas McGrath) | A boldogságtól ordítani | Elnyerte |
| 2008 | Screen Actors Guild-díj             | Legjobb színtársulati alakítás egy drámasorozatban (megosztva: James Gandolfini, Greg Antonacci, Lorraine Bracco, Edie Falco, Michael Imperioli, Dan Grimaldi, Steve Schirripa, Jamie-Lynn Sigler, Matt Servitto, Robert Iler, Tony Sirico, Aida Turturro, Steven Van Zandt, Frank Vincent)       | Maffiózók               | Elnyerte |
| 2011 | Williamsburg Brooklyn Film Festival | Közönségdíj (megosztva: Federico Castelluccio, Michael Ricigliano, Tony Lo Bianco, Paul Sorvino, Yvonne Maria Schäfer, Daniel Margotta, Damien Di Paola, Antoinette LaVecchia) | Lily of the Feast       | Elnyerte |